# Zamarkova
Zamarkova je naselje v Občini Lenart.
Leži ob glavni cesti Maribor-Lenart in na južnem delu slemena nad njo. Na vzhodu sta umetno jezero Komarnik in obsežni gozd Črni les. Na melioriranih zemljiščih so njive. V naselju je več obrtnikov. Kraj se prvič omenja že med letoma 1220 in 1230.